# مورينيو شيكوريل
مورنيو شيكوريل (بالإنجليزية: Moreno Cicurel)‏ (1864 -) هو رجل أعمال إيطالي-مصري، وعميد عائلة شيكوريل، هاجر لمصر قادماً من أزمير (تركيا) في أواخر القرن التاسع عشر، وكان رئيس مجلس إدارة محلات شيكوريل الذي كان واحد من أكبر المحلات التجارية الشهيرة في مصر التي تأسست عام 1887 وكان رأس مال الشركة 500.000 جنيه مصري، وعمل فيها 485 موظف أجنبيه و 142 موظف مصري.

## حياته
مورنيو شيكوريل بعد ما هاجر لمصر عمل قليلا في محل اسمه أو بيتي بازار (Au Petit Bazar) كان يملكه يهودي اخر اسمه هانو (Hannaux).
سنة 1909 اسس شيكوريل أول محل خاص بيه اسمه ليه جراند ماجازان شيكوريل (Les Grands Magasins Cicurel) بجانب قصر الاوبرا في وسط القاهرة وبمساعدة أولاده الثلاثة: سولومون ويوسف وسالفاتور. كبر المحل وأصبح واحد من افخم المحلات في القاهرة.
أفتتح شيكوريل أيضا سنة 1936 سلسلة محلات أخرى اسمها اوريكو (Oreco) وكان الأسعار فيها ارخص قليلا من محلات شيكوريل اللى كانت بتخدم الطبقة الأرستقراطية بشكل أساسى. مورينيو شيكوريل هو والد سالفاتور شيكوريل اللى اشتهر في مصر عندما أصبح عميد اليهود المصريين في القاهرة سنة 1946 بعد رينيه قطاوى.